# Харальд I Синезубый
Харальд I Синезубый (Харальд Гормссон; дат. Harald Blåtand, норв. Harald Blåtann; 930-е — 1 ноября 986?) — король Дании и Норвегии. По распространённой версии, получил прозвище из-за тёмного цвета зубов: слово blå в то время означало гораздо более тёмный цвет, чем синий. Наследовал трон от своего отца Горма Старого, в честь которого установил один из рунных камней в Еллинге (Малый, или камень Горма). Святой Католической церкви.

## Биография

### Внутренняя и внешняя политика

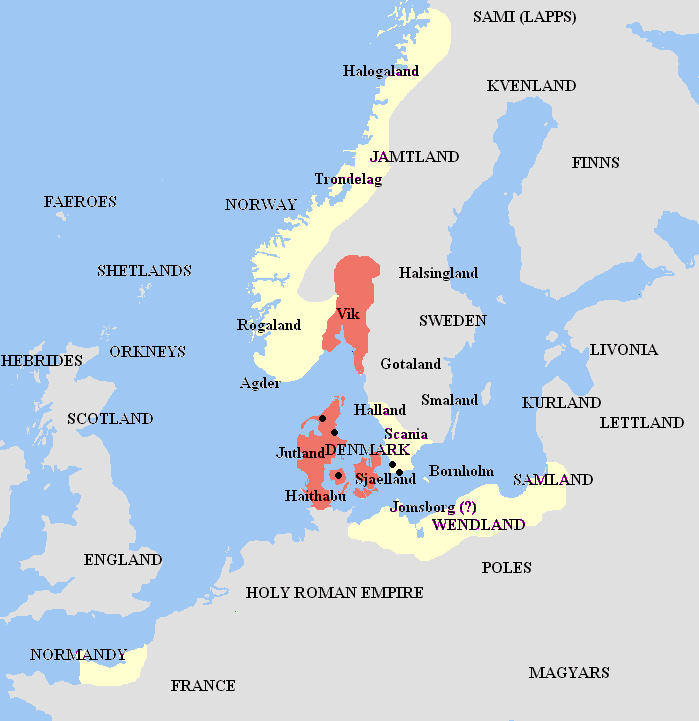
Дания (красный) и её соседи (вассалы и союзники отмечены жёлтым) при Харальде I Синезубом

При Харальде I в 965 году Дания официально приняла христианство. Это решение, в основном, было продиктовано политическими выгодами такого шага — улучшением отношений с соседней Священной Римской империей и просвещённым христианским миром в целом. Археологическим подтверждением христианизации Дании является обнаруженный в 1841 году на территории современной Польши золотой Диск Харальда Синезубого, на котором выбито имя короля, а также христианский крест.
В 970 году объединённые силы датчан и норвежцев, верных ярлу Хокону II Могучему, победили короля Норвегии Харальда II Серая Шкура. После этого ярл стал фактически королём Норвегии, хотя вначале он всё же признавал верховную власть короля Дании, но когда в 986 году Харальд попытался принудить Хокона принять христианство, тот полностью порвал отношения с ним. В том же году датчане предприняли вторжение в Норвегию, закончившееся неудачей.

### Надпись на камне из Еллинга

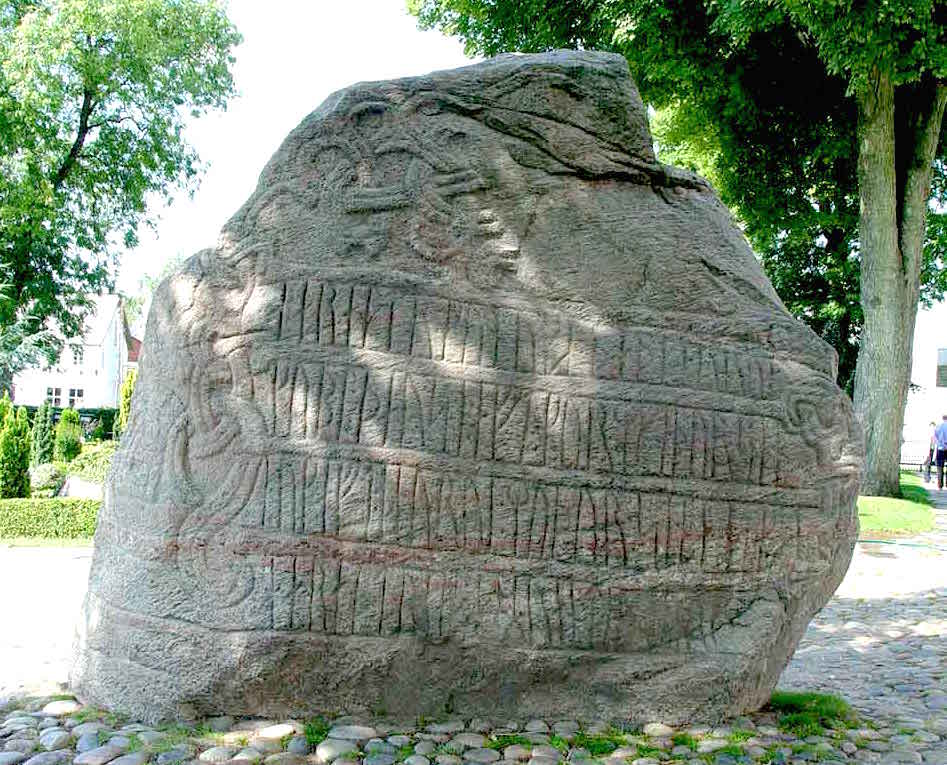
Большой рунный камень в Еллинге, или камень Харальда.

В надписи на рунном камне из Еллинга утверждается, что Харальд «покорил всю Данию». Смысл этих слов до сих пор не ясен. Выдвигалось несколько версий:
- Харальд первоначально владел лишь частью Ютландии и завоевал соседние территории,
- Харальд победил всех соперников, оспаривавших его право на корону,
- Возможно под этим подразумевалось, что Харальд в 983 году в союзе с ободритами вытеснил немцев из южных территорий Дании.

Предполагается, что именно во время войны с немцами Харальдом были построены пять (ещё один предположительно в то же самое время) круговых замков на территории Дании и Сконе.

### Смерть
Согласно раннесредневековому источнику (Адам Бременский или Саксон Грамматик), Харальд был убит во время войны со своим сыном Свеном Вилобородым. Причиной разногласия называются приверженность Харальда христианству, попытки укрепить государство и расширить полномочия его правителя, в то время как Свен был язычником и предпочитал традиционные набеги. Однако объективность источника подвергается сомнению. Например Свен, после воцарения продолжал выпускать монеты с крестом на реверсе, а в 990-е годы основал церкви в Лунде и других городах. Позднее Свен оказывал поддержку английской церкви, что, вероятно, и было расценено историками связанными с германскими архиепископствами, как «отступление от христианства». Согласно одной из версий, Харальд Синезубый умер в легендарном Йомсборге, который ранее сам же и основал.

### Семья
Харальд I Синезубый был женат трижды:
- Гунхильда
- Това, дочь Мстивоя Ободритского
- Гирид, дочь Олафа II Бьёрнссона правителя Швеции

От этих браков родились:
- Хакон (умер в 987)
- Гунхильда (убита 13 ноября 1002). Жена Паллига Девонширского, погибшая вместе с мужем во время резни в день святого Брайса, устроенной королём Англии Этельредом Неразумным.
- Тира (умерла в 1000). Мужья: 1) шведский конунг Стирбьёрн Сильный; 2) правитель вендов Бурислав Вендский; 3) Олаф I Трюггвасон.
- Свен I Вилобородый (960-е — 1014). Возможно, сын наложницы. Король Дании с 985 года, Норвегии с 1002 года, Англии с 1013 года. Был женат на Гуннхильде Венденской[англ.] и Сигрид Гордой. Личности обеих жен Свена противоречивы — Гуннхильду иногда отождествляют со Святославой, дочерью Мешко Польского, иногда считают дочерью некоего отдельно князя Бурислава Вендского. Сигрид Гордую в саге называют дочерью Скагула Тоста, которую Свен взял в жены после смерти Гуннхильды, но хронист Адам Бременский этому противоречит, утверждая, что во второй брак Свен вступил с польской принцессой. При этом, Святослава, дочь Мешко I, умерла около 1013/1014 года, в то время, как второй брак Свена саги и ряд хронистов датируют примерно 995 годом. В статье о Сигрид Гордой приведены противоречивые свидетельства источников, которые не позволяют однозначно установить, являются ли Гуннхильда Венденская, Святослава и Сигрид Гордая разными людьми, либо же одним человеком (во втором случае опровергается факт второго брака Свена Вилобородого).

### Память
В конце XX века была создана беспроводная технология для объединения различных электронных устройств. Она была названа Bluetooth. Это связано с деятельностью короля Харальда, который объединил народы на территории современных Дании и Сконе, где и была разработана эта технология. Интересно, что первоначально слово Bluetooth было просто кодом проекта.
В 2012 году вышло DLC к видеоигре жанра стратегия Sid Meier’s Civilization V, под названием «Sid Meier’s Civilization V Gods & Kings», в котором Харальд Синезубый предстаёт в качестве правителя Дании.
В 2018 году на острове Рюген был найден клад (около 600 монет, жемчуг, ожерелья, кольца, броши и амулеты в виде молота Тора), приписываемый Харальду I Синезубому.